# Швитков, Михаил Иванович
Михаил Иванович Швитков — русский публицист; корректор типографии Военной коллегии, коллежский секретарь; занимался литературной деятельностью с 1804 по 1814 год.

## Биография
Об его детстве и отрочестве информации практически не сохранилось, да и прочие биографические сведения о нём очень скудны и отрывочны; своё имя в истории Швитков увековечил своим научно-литературным наследием.
После того как Императорское Вольное Экономическое Общество предложило следующую задачу: «Открыть и ясными примерами утвердить причину возрастающей время от времени в городах и селениях дороговизны на съестные припасы, исключая чужестранные произведения, и изыскать ближайшее средство, от чего могут цены на те же припасы постепенно уменьшаться», в 1804 году, коллежский секретарь М. И. Швитков представил «Ответ» на эту задачу с девизом — «Общественная польза частной предпочитается», — награжденный золотой медалью в 40 червонных. Дороговизна происходит, по его мнению, едва ли не от злоупотребления человеческого ума и всех благ природы, а не от физических причин, потому что природные богатства, промышленность и искусство непрерывно развиваются, а цена все растет. Самолюбие и корыстолюбие «первоначальная» причина. Когда эти дурные качества заменятся «простотой нравов, искренностью, дружелюбием и рачением о общественном благе», только тогда исчезнет это зло. Дальнейшую причину этого зла он видит в соперничестве между государственной казной и достатком частных лиц. Казна, увеличивающая вследствие дороговизны налоги, и народ, дорожащий своей собственностью, оба виновны в повышении цен не меньше, чем чрезмерное умножение торговых и промышленных людей.
Затем тот же коллежский секретарь Швитков получил золотую медаль в 25 червонных за ответ на задачу того же общества на 1809 год «О двух главных способах, назначенных к лучшему деревнями управлению» с девизом: «Кому урок, урок» и пр. Нужно было всесторонне выяснить, какой из двух способов выгоднее: основанный только на рабочей повинности крестьян или на денежном оброке или же, наконец, соединение обоих вместе. Общественная и частная польза помещика и крестьянина, писал Швитков, должна быть согласована. Земледелие, а не промышленность и не отхожие промыслы, основное занятие и повинность крестьян. Крестьян, как для них самих, так и для их владельцев и правительства, выгоднее облагать рабочей, нежели денежной повинностью. Но еще выгоднее очень осторожное соединение обеих повинностей так, чтобы рабочая была главной. Нужно дать возможность крестьянину работать не только на помещика, но и на себя, и для обеих сторон лучше повинности возлагать на весь крестьянский мир. Также всеми непосредственными крестьянскими делами, в том числе и судом, должны заведовать свои же старосты или выборные.
Кроме этих сочинений Швиткову принадлежат следующие: «Слово похвальное царю Иоанну Васильевичу» (СПб. 1814 год) и «Слово похвальное светлейшему князю Смоленскому Михаилу Илларионовичу Голенищеву-Кутузову» (СПб. 1814 год).